# TAAR9
TAAR9 (англ. Trace amine associated receptor 9 (gene/pseudogene)) – білок, який кодується однойменним геном, розташованим у людей на короткому плечі 6-ї хромосоми. Довжина поліпептидного ланцюга білка становить 348 амінокислот, а молекулярна маса — 39 016.
| 10         |  | 20         |  | 30         |  | 40         |  | 50         |
| ---------- |  | ---------- |  | ---------- |  | ---------- |  | ---------- |
| MVNNFSQAEA |  | VELCYKNVNE |  | SCIKTPYSPG |  | PRSILYAVLG |  | FGAVLAAFGN |
| LLVMIAILHF |  | KQLHTPTNFL |  | IASLACADFL |  | VGVTVMPFST |  | VRSVESCWYF |
| GDSYCKFHTC |  | FDTSFCFASL |  | FHLCCISVDR |  | YIAVTDPLTY |  | PTKFTVSVSG |
| ICIVLSWFFS |  | VTYSFSIFYT |  | GANEEGIEEL |  | VVALTCVGGC |  | QAPLNQNWVL |
| LCFLLFFIPN |  | VAMVFIYSKI |  | FLVAKHQARK |  | IESTASQAQS |  | SSESYKERVA |
| KRERKAAKTL |  | GIAMAAFLVS |  | WLPYLVDAVI |  | DAYMNFITPP |  | YVYEILVWCV |
| YYNSAMNPLI |  | YAFFYQWFGK |  | AIKLIVSGKV |  | LRTDSSTTNL |  | FSEEVETD   |

A: Аланін

C: Цистеїн

D: Аспарагінова кислота

E: Глутамінова кислота

F: Фенілаланін

G: Гліцин

H: Гістидин

I: Ізолейцин

K: Лізин

L: Лейцин

M: Метіонін

N: Аспарагін

P: Пролін

Q: Глутамін

R: Аргінін

S: Серин

T: Треонін

V: Валін

W: Триптофан

Кодований геном білок за функціями належить до рецепторів, g-білокспряжених рецепторів, білків внутрішньоклітинного сигналінгу. 
Локалізований у клітинній мембрані, мембрані.